# 三重県道535号栃原停車場線
三重県道535号栃原停車場線（みえけんどう535ごう とちはらていしゃじょうせん）は、三重県多気郡大台町を通る一般県道である。

## 概要
JR東海紀勢本線 栃原駅前から多気郡大台町栃原に至る。
JR東海紀勢本線 栃原駅と三重県の大動脈国道42号を結ぶ。全区間で三重交通の路線バスが運行されており、起点に栃原駅前バス停、終点付近（国道42号上）に栃原駅口バス停が設置されている。

### 路線データ
- 起点：三重県多気郡大台町栃原（1401の1番地先[2]：JR東海紀勢本線 栃原駅前）
- 終点：三重県多気郡大台町栃原（字宮野東出1484番地先[2]：国道42号交点）
- 総延長：193 m

## 歴史
- 1959年（昭和34年）1月25日 - 栃原停車場線を起点、二級国道和歌山松阪線交点を終点として三重県道535号栃原停車場線が路線認定された[1]。
- 2007年（平成19年）3月30日 - 終点が一般国道四十二号交点に改められた[3]。

## 地理

### 通過する自治体
- 三重県
  - 多気郡大台町

### 交差する道路
| 交差する道路 | 交差する場所 | 交差する場所 |
| ------------ | ------------ | ------------ |
| 国道42号     | 栃原         | 終点         |

### 沿線
- JR東海紀勢本線 栃原駅
- 川添神社

## ギャラリー

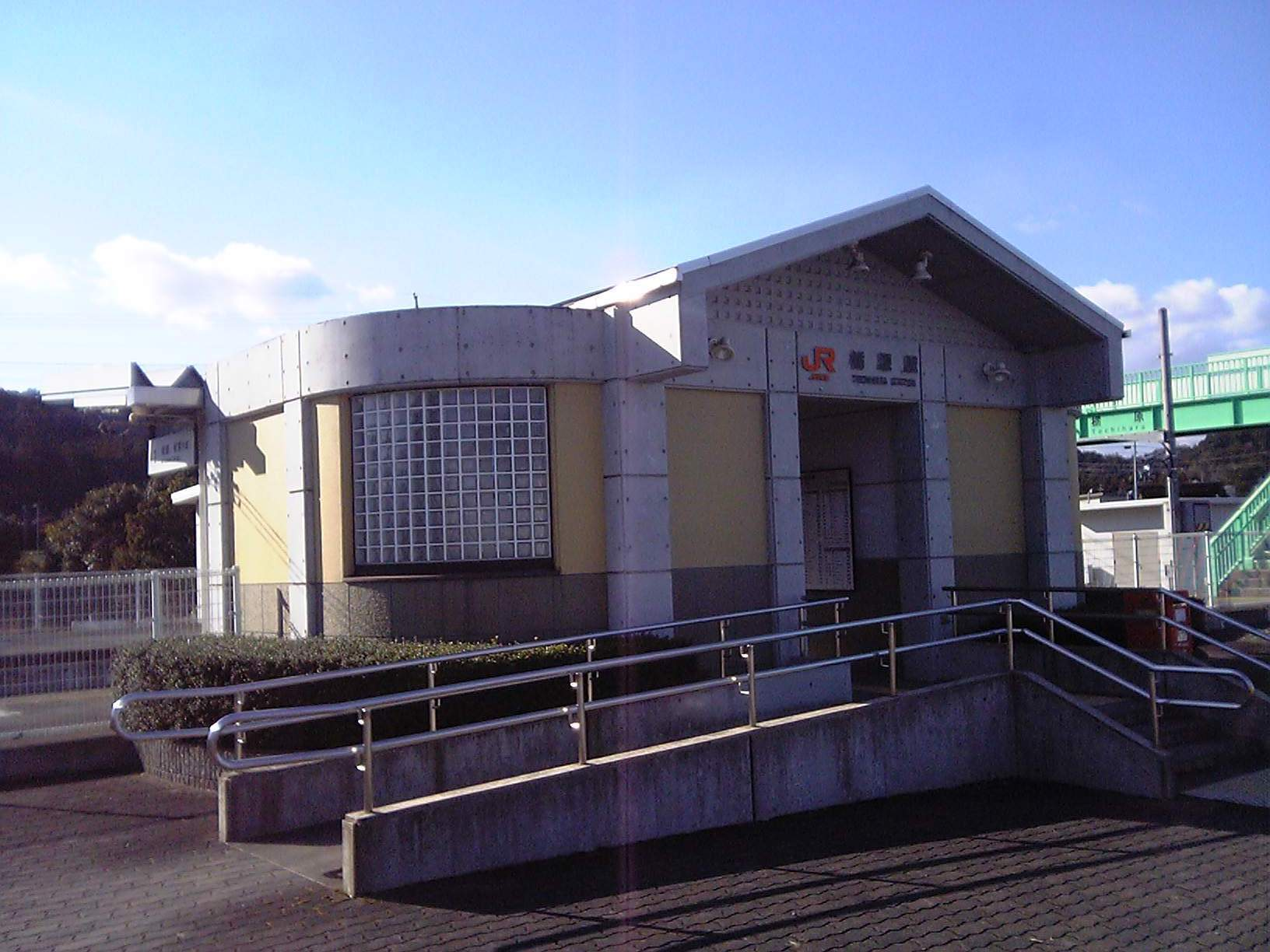
JR東海紀勢本線 栃原駅
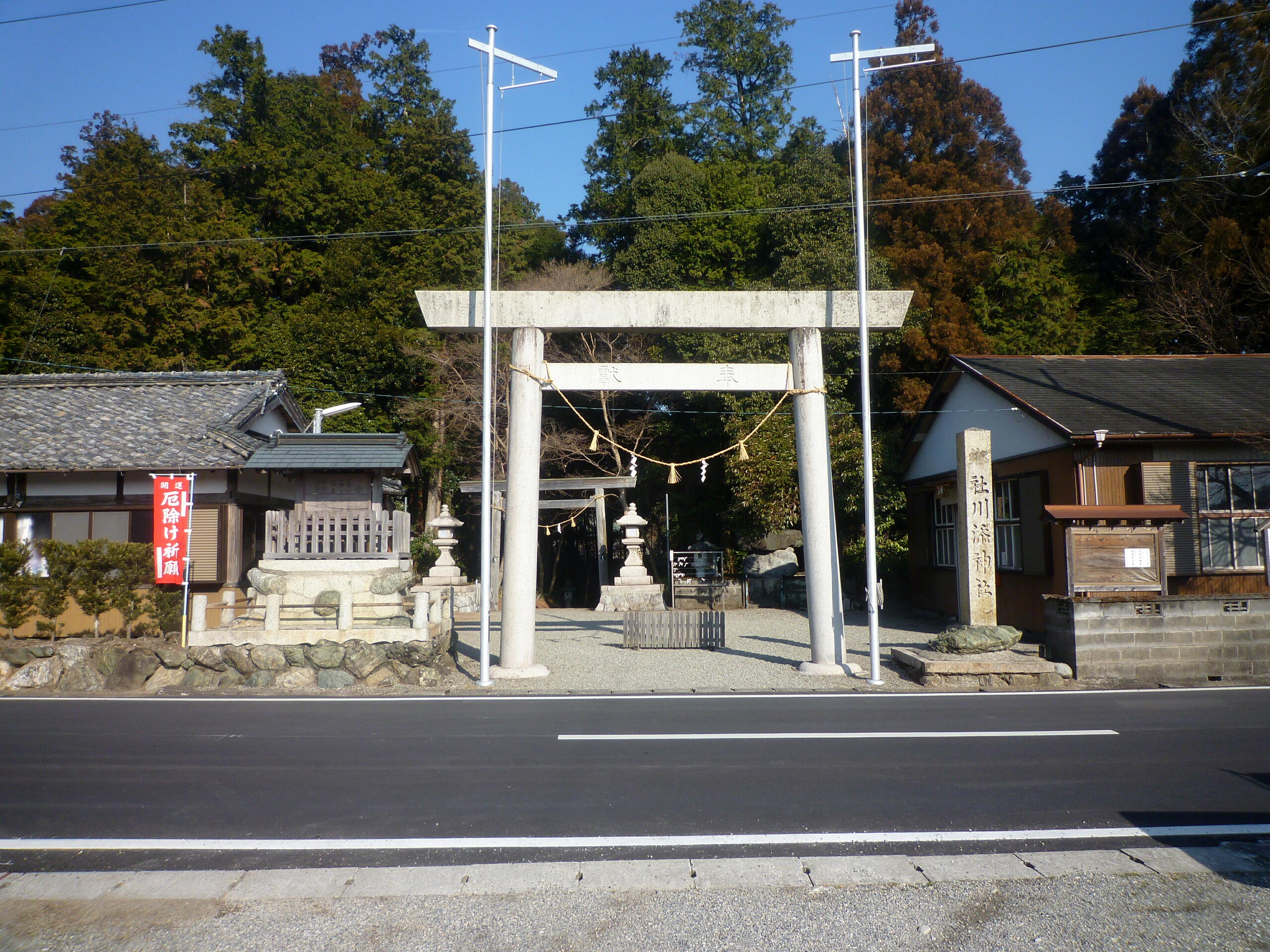
川添神社